# Koča na Klopnem vrhu
Koča na Klopnem vrhu – schronisko turystyczne na Pohorju w Słowenii na wysokości 1260.

## Opis
Schronisko stoi na widokowej polanie na północny wschód od Klopnegu vrhu. Przedwojenne schronisko górskie w 1941 podpalili partyzanci po to, by okupant nie urządził w niej swojego schronienia. W tym samym roku w pobliżu schroniska przebiegła pierwsza otwarta bitwa, w której bojownicy Pohorskiego oddziału po raz pierwszy pokonali Niemców, o czym informuje nas pomnik.
Ze schroniska jest piękny widok na północny wschód na Ruše i część Mariboru, w pozostałych kierunkach obszerniejszy widok zamykają wzgórza. Przed schroniskiem został urządzony taras widokowy na ruinach piwnicy willi spalonej podczas wojny. Schronisko ma 16 miejsc, dysponuje jadalnią na 40 osób. Schronisko leży na trasie Słoweńskiego Szlaku Górskiego.

## Dostęp
Samochodem:
- lokalną i leśna drogą z Rušów, przez Činžat i koło Starej Glažuty, do parkingu przed schroniskiem – 14 km.
- leśną drogą z Lovrenca na Pohorju, koło schroniska na Pesku i przez Zgornją Brv, do parkinga przed schroniskiem – 23 km.
- z Rušów, koło sv. Mariji – 4 h 45.
- z Rušów, koło Ruškiego schroniska – 7 h 15.
- z Bistricy ob Dravi, koło Ruškiego schroniska – 6 h 30.
- lokalną drogą ze Slovenskiej Bistricy do Planiny pod Šumikiem, koło sv. Trijeh Kralji i rezerwatu przyrody Šumik – 4 h 30.
- z Oplotnicy przez Kebelj i koło schroniska na Osankaricy – 6 h 15.
- lokalną drogą z Oplotnicy do Kebelja, koło schroniska na Osankaricy – 5 h.
- lokalną drogą Zreče – schronisko na Pesku, Słoweńskim Szlakiem Górskim – 2 h 30.
- z Lovrenca na Pohorju – 2 h 45.
- lokalną drogą Ruše – Lovrenc na Pohorju do Činžatu, do schroniska – 4 h.

Autobusem:
- przystanek autobusowy Ruše, koło sv. Mariji – 4 h 45.
- przystanek autobusowy Ruše, koło Ruškiego schroniska – 7 h 15.
- przystanek autobusowy Slovenska Bistrica, przez Planine pod Šumikiem, koło sv. Trijeh Kralji i rezerwatu przyrody Šumik – 7 h 30.
- przystanek autobusowy Oplotnica, przez Kebelj i koło schroniska na Osankaricy – 6 h 15.
- przystanek autobusowy Rogla, koło schroniska na Pesku i Słoweńskim Szlakiem Górskim – 3 h 15.

Pociągiem:
- dworzec kolejowy Ruše, koło sv. Mariji – 4 h 45.
- dworzec kolejowy Ruše, koło Ruškiego schroniska – 7 h 15.
- dworzec kolejowy Fala, przez Činžat i Gomilę – 4 h 45.

## Sąsiednie obiekty turystyczne
- rezerwat przyrody – 2 h.
- rezerwat przyrody Črno jezero (Czarne Jezioro) – 3 h 30.
- Tiho jezero (Falski ribnik) Ciche Jezioro – 45 min.
- Ruškie schronisko (1246 m), 3,30 h (łatwy szlak)
- schronisko na Pesku (1386 m), 2,15 h (łatwy szlak)
- Klopni vrh (1340 m), 15 min (łatwy szlak)